# Palais (manhwa)
Pour les articles homonymes, voir Palais (homonymie).
 (septembre 2024).
Si vous disposez d'ouvrages ou d'articles de référence ou si vous connaissez des sites web de qualité traitant du thème abordé ici, merci de compléter l'article en donnant les références utiles à sa vérifiabilité et en les liant à la section « Notes et références ».
Palais (궁, Goong) est un manhwa écrit par Park So-hee. Il est publié entre 2002 et 2012 dans le magazine Wink, puis compilé en un total de 27 tomes. La version française est éditée initialement par Soleil Productions, mais seuls 3 tomes ont été publiés. L'éditeur Samji a repris la licence en 2009, mais seuls onze tomes ont été publiés.
Une adaptation en série télévisée intitulé Goong est diffusée en 2006.

## Contexte
Park So-hee présente l'histoire de la façon suivante : il faut s'imaginer que la monarchie n'a pas été abolie en Corée et que la société coréenne actuelle contient donc un roi, une reine, un prince... bref, une famille royale. Cette famille royale a une grande importance en Corée, et toute la population s'y intéresse.

## Résumé
Chae-gyeong est une lycéenne coréenne. Née dans une famille modeste, elle s'intéresse beaucoup plus à ses repas qu'aux rumeurs. Contrairement à toutes ses camarades, elle ignore que le prince héritier, Shin, fréquente la même école qu'elle, jusqu'au jour où elle fait sa rencontre fortuitement. Son opinion sur son caractère lui laisse de l'amertume car il se montre arrogant envers elle et imbu de sa personne.
Mais il se trouve que Shin doit choisir entre un mariage arrangé, où il ne connaît pas sa future femme, et une fiancée de son choix. Il demande alors la main de son amie proche, mais celle-ci refuse, ne voulant pas être prisonnière de l'étiquette de la cour royale. Chae-gyeong assiste à la scène.
C'est en voyant la photo de celle qu'on lui a choisi, Chae-gyeong, que Shin accepte, ne résistant pas à l'idée de voir rentrer dans la famille royale une « princesse » aussi ridicule. Mais les apparences sont trompeuses. Ils devront faire face à beaucoup d'obstacles afin de prouver leur unité et leur ténacité.

## Personnages
Chae Gyeong est le personnage féminin principal. Sa famille est financièrement démunie, mais elle reste de bonne humeur grâce à ses soutiens amicaux. Alors qu'elles se baladaient dans les couloirs lors de la récréation, Chae et son amie tombent sur Shin, le prince héritier (il fréquente la même école qu'elles), et ont une querelle concernant la possession de ses chaussures. Shin les lui lance à la figure en lui ordonnant de les faire brûler, tout en s'éloignant avec une expression moqueuse. Elle éprouve de l'antipathie envers lui à la suite de cette rencontre. Cependant, ses parents lui annoncent plus tard qu'ils ont été promis maritalement depuis leur enfance. Selon la tradition, Shin doit se marier et remplir ses obligations envers elle. Affligée par cette annonce, elle refuse de devenir sa femme. Néanmoins, elle cède à la requête de la famille royale en échange de l'effacement de la dette familiale. Malgré son mépris et son arrogance, elle tombe progressivement amoureuse de Shin et surmonte beaucoup d'épreuves pour rester à ses côtés.

## Fiche technique
- Mangaka : Park So-hee ;
- Genre : Shōjo - Drame ;
- Nombre de volumes parus en Corée : 27 ;
- Édition coréenne : Seoul Cultural ;
- Nombre de volumes parus en France : 11 ;
- Édition française : Soleil Productions, puis Samji.